# Cowes
Cowes è una cittadina portuale posta sulla costa nord dell'Isola di Wight, che fronteggia il porto di Southampton.

## Caratteristiche
La cittadina è molto nota in campo velico per essere sede di due famose regate internazionali, l'Admiral's Cup e la Fastnet race. Nel castello di Cowes ha sede il Royal Yacht Squadron che organizza ogni anno dal 1826 la Cowes week.
Ad est di Cowes è sito il Norris Castle che era una delle residenze estive della regina Vittoria e del marito principe Alberto.
Degna di nota anche la Osborne House

## Infrastrutture e trasporti
Cowes costituisce la porta d'ingresso dell'Isola di Wight ed è collegata al porto inglese di Southampton tramite veloci catamarani.